# Distrito electoral de Benton (Illinois)
Benton (en inglés: Benton Precinct) es un distrito electoral ubicado en el condado de Massac en el estado estadounidense de Illinois. En el Censo de 2010 tenía una población de 499 habitantes y una densidad poblacional de 6,9 personas por km².

## Geografía
Benton se encuentra ubicado en las coordenadas 37°16′58″N 88°43′26″O / 37.28278, -88.72389. Según la Oficina del Censo de los Estados Unidos, Benton tiene una superficie total de 72.31 km², de la cual 71.97 km² corresponden a tierra firme y (0.48%) 0.34 km² es agua.

## Demografía
Según el censo de 2010, había 499 personas residiendo en Benton. La densidad de población era de 6,9 hab./km². De los 499 habitantes, Benton estaba compuesto por el 97.6% blancos, el 0.6% eran afroamericanos, el 0.4% eran amerindios, el 0.2% eran asiáticos, el 0% eran isleños del Pacífico, el 0.2% eran de otras razas y el 1% pertenecían a dos o más razas. Del total de la población el 2.2% eran hispanos o latinos de cualquier raza.